# Banggarla
Banggarla är ett utdött australiskt språk. Banggarla talades i Sydaustralien och tillhörde de pama-nyunganska språken.